# Жечиця-Суха
Жечиця-Суха (пол. Rzeczyca Sucha) — село в Польщі, у гміні Двікози Сандомирського повіту Свентокшиського воєводства.
Населення — 140 осіб (2011).
У 1975-1998 роках село належало до Тарнобжезького воєводства.

## Демографія
Демографічна структура на день 31 березня 2011 року:
|          | Загалом | Допрацездатний вік | Працездатний вік | Постпрацездатний вік |
| -------- | ------- | ------------------ | ---------------- | -------------------- |
| Чоловіки | 67      | 18                 | 45               | 4                    |
| Жінки    | 73      | 12                 | 44               | 17                   |
| Разом    | 140     | 30                 | 89               | 21                   |